# Луїс Глорія
Луїс Глорія (англ. Louis Gloria; нар. 15 квітня 1969) — колишній американський тенісист.
Найвищу одиночну позицію світового рейтингу — 177 місце досяг 14 листопада, 1994, парну — 349 місце — 11 жовтня, 1993 року.
Найвищим досягненням на турнірах Великого шолома було 2 коло в одиночному розряді.

## Титули на челленджерах

### Одиночний розряд: (1)
| Ранг | Рік  | Турнір | Покриття | Суперник      | Рахунок       |
| ---- | ---- | ------ | -------- | ------------- | ------------- |
| 1.   | 1992 | Бруней | Тверде   | Деніел Нестор | 6–3, 2–6, 6–2 |